# Première expédition Charcot
Cet article fait partie d'un « bon thème » labellisé en 2011.
La première expédition française en Antarctique conduite par Jean-Baptiste Charcot à bord du trois-mâts goélette le Français s'est déroulée du 22 août 1903 au 4 mars 1905.

## Préparation et financement de l'expédition
Au printemps 1903, Charcot renonce à ses projets en Arctique pour se tourner vers le continent Antarctique dont la France semble alors ne pas vouloir se soucier. L'écho de la perte de l'expédition Antarctic d'Otto Nordenskjöld joue aussi un rôle de ce changement, puisqu'il est décidé à essayer de lui venir en aide.
Il rencontre des difficultés pour réunir les fonds nécessaires et finance une importante partie du budget de l'expédition sur sa fortune personnelle, notamment à cause du coût du navire. Il obtient toutefois des subventions du ministère de l'Instruction publique[réf. souhaitée], de la Société de géographie, de l'Académie des sciences et du Muséum national d'histoire naturelle. Il lance une souscription dans le journal Le Matin qui récolte 150 000 francs-or. Le succès de cette souscription donne l'envie à Charcot de renommer le navire en construction le Français en guise de reconnaissance. Le budget total s'élève à 450 000 francs-or.
L'expédition est patronnée par le président de la République Émile Loubet. Charcot prit conseil auprès de Adrien de Gerlache de Gomery dont l'expédition avait eu lieu entre 1897 et 1899 dans l'Antarctique.

## Objectifs scientifiques
Le but de l'expédition est de procéder à l'exploration des côtes nord et nord-ouest de la terre de Graham, et de réaliser en même temps des observations scientifiques (zoologiques, météorologiques, hydrographiques, etc.) comme celle de déterminer si l'Antarctique est une île ou un archipel.

## La liste des membres duFrançais
- État-major
  - Dr Jean-Baptiste Charcot, commandant, bactériologie
  - André Matha, commandant en second, lieutenant de vaisseau, hydrographie et navigation
  - Joseph-Jean Rey, enseigne de vaisseau, météorologie, océanographie
  - Dr Ernest Gourdon[2], géologie et glaciologie
  - Jean Turquet[2], naturaliste
  - Paul Pléneau[2], photographie
  - Adrien de Gerlache de Gomery, pilote — quittera l'expédition lors d'une escale au Brésil[2].
- Équipage
  - Ernest Cholet, patron
  - J. Jabet, maître d'équipage
  - J. Guégen, matelot
  - F. Rolland, matelot
  - F. Hervéou, matelot
  - J. Besnard, matelot
  - Raymond Rallier du Baty (1881-1978), élève de la marine marchande
  - E. Goudier, chef mécanicien
  - L. Poste, second mécanicien
  - F. Libois, chauffeur et charpentier
  - F. Guégen, chauffeur
  - M. Rozo, cuisinier
  - R. Paumelle, maître d'hôtel
  - Pierre Dayné, guide des Alpes

## L'expédition

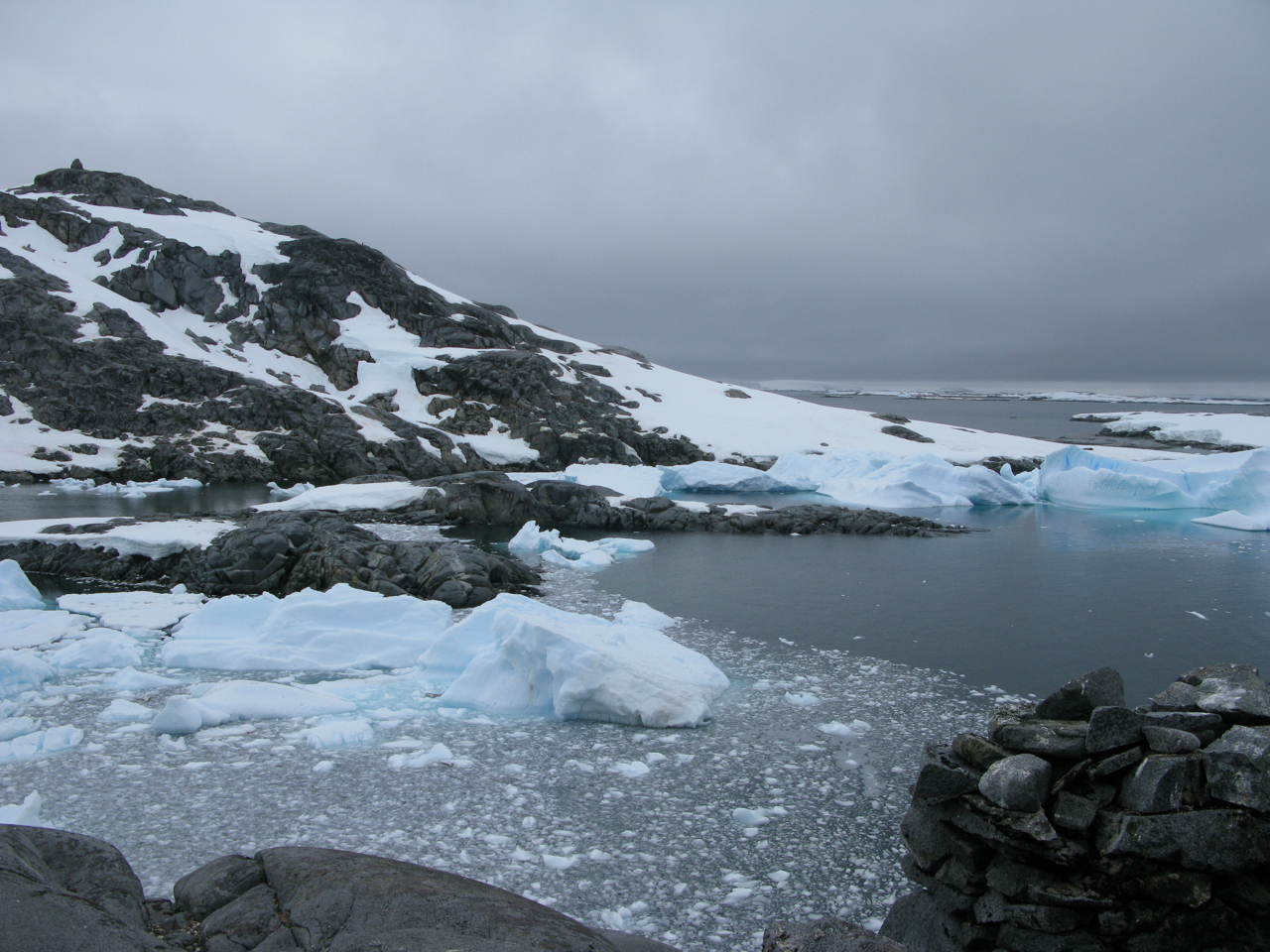
Vue d'ensemble de la baie Port Charcot.

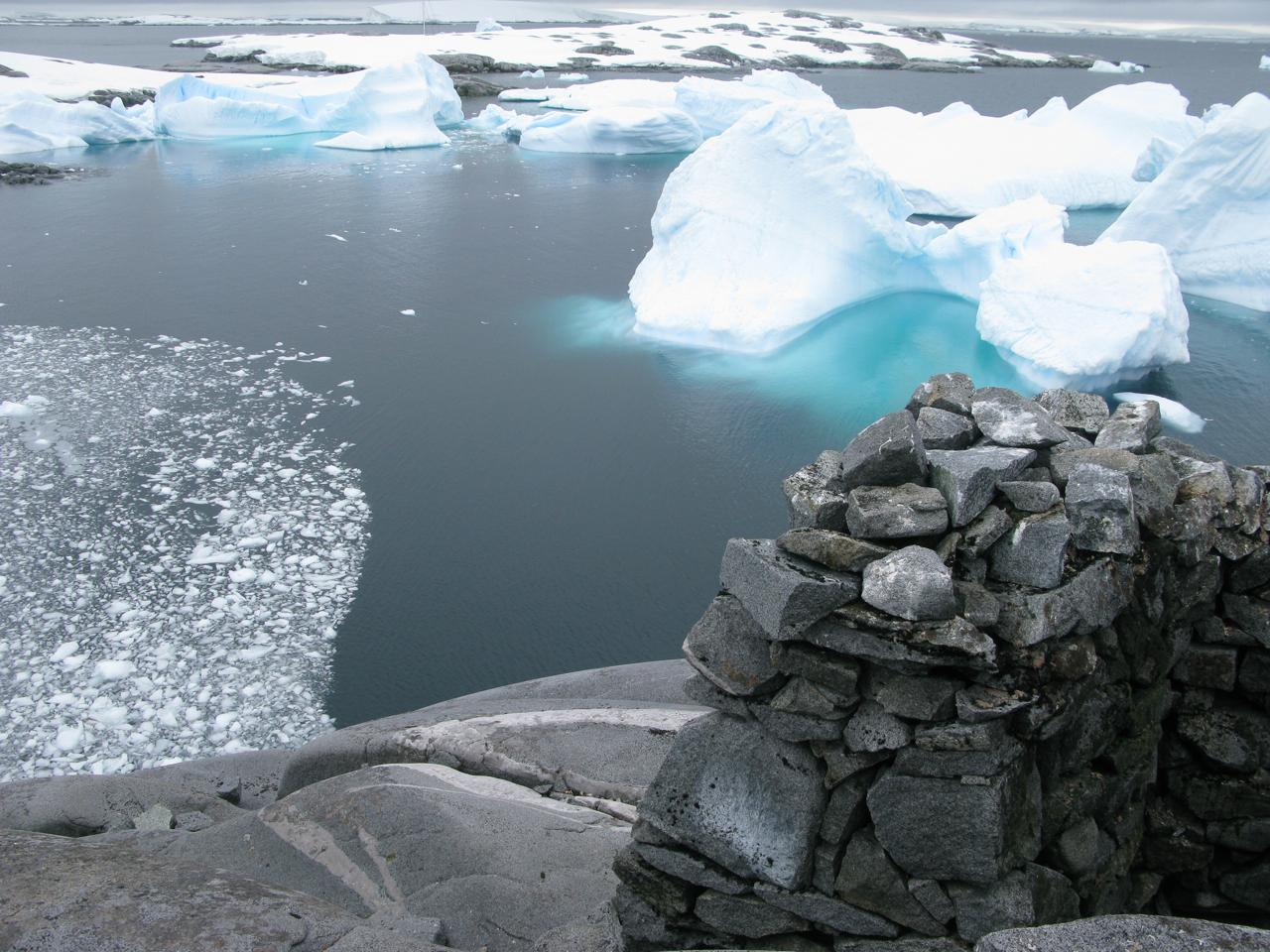
Port Charcot et un cairn établi par Charcot sur le lieu de son hivernage.

L'expédition quitte le Havre le 15 août 1903 mais la mort accidentelle d'un des membres d'équipage, Maignan, retarde le départ au 22 août. Le navire passe par Madère au Portugal, l'État du Pernambouc au Brésil et arrive le 16 novembre à Buenos Aires en Argentine avant de continuer de poursuivre sa route vers le sud. Adrien de Gerlache de Gomery quitte l'expédition lors de l'escale au Brésil pour des raisons personnelles. C'est à Buenos-Aires que Charcot apprend le sauvetage de l'expédition Antarctic et rencontre ses membres. Otto Nordenskjöld, impressionné par son projet, lui donne cinq chiens de traîneaux, des Groenlandais.
L'expédition continue et fait escale à Ushuaïa en Terre de Feu pour repartir le 27 janvier 1904 ; décidé à explorer la partie occidentale de la péninsule Antarctique, il passe les îles Shetland du Sud le 1er février et découvre Port Lockroy fin février. Le moteur du Français de 125 chevaux ne se montre pas assez puissant pour les eaux polaires, ce qui limite les possibilités sur place.
Jean-Baptiste Charcot décide d'hiverner dans une baie de 1,5 mille nautique de large au nord de l'île Booth. Ce lieu, à 62° 59′ S, 60° 33′ O, fait partie de l'archipel Wilhelm et est nommé Port-Charcot en l'honneur du père de Jean-Baptiste Charcot, le Docteur Jean-Martin Charcot, célèbre neurologiste français.

## Retour et postérité
Au retour, le Français, abîmé, est vendu au gouvernement argentin. Charcot rentre en France et devient un héros national grâce à la publicité du Matin. Sa femme utilise son absence pour demander le divorce.
Charcot envisage de monter une autre expédition avec un nouveau navire, plus puissant, le Pourquoi-Pas ?. La Seconde expédition Charcot aura lieu entre 1908 et 1910.